# Catch & Release
«Catch & Release» – en español: atrapar y liberar – es una canción del cantautor estadounidense Matt Simons, incluida en su álbum del mismo nombre. Fue lanzada en septiembre del 2014 y se convirtió en un éxito menor en Países Bajos, España y Bélgica.

## Remix de Deepend
Esta canción alcanzó un éxito mucho mayor cuando fue remezclado por los DJ's holandeses Deepend, conformada por Bob van Ratingen y Falco van den Aker. Esta versión fue lanzada el 2 de marzo de 2015 y fue un éxito en varias listas europeas, ocupando la posición número 1 en Bélgica, Alemania y Francia, así como la 4 en Austria, y posicionándose también en las listas de Suiza.

## Posicionamiento en listas
Versión Original
| Listas (2014-16)                | Mejor posición |
| ------------------------------- | -------------- |
| Bélgica (Ultratop Valona)       | 8              |
| República Checa (Rádio Top 100) | 1              |
| Países Bajos (Single Top 100)   | 100            |

- Datos: Q22298622